# Лупкі (Вармінсько-Мазурське воєводство)
Лупкі (пол. Łupki, нім. Lupken) — село в Польщі, у гміні Піш Піського повіту Вармінсько-Мазурського воєводства.
Населення — 354 особи (2011).

## Демографія
Демографічна структура станом на 31 березня 2011 року:
|          | Загалом | Допрацездатний вік | Працездатний вік | Постпрацездатний вік |
| -------- | ------- | ------------------ | ---------------- | -------------------- |
| Чоловіки | 193     | 61                 | 120              | 12                   |
| Жінки    | 161     | 37                 | 101              | 23                   |
| Разом    | 354     | 98                 | 221              | 35                   |